# Bundorf
Bundorf è un comune tedesco di 915 abitanti, situato nel Land della Baviera.